# Bosbesschildwants
De bosbesschildwants (Rubiconia intermedia) is een wants uit de familie schildwantsen (Pentatomidae).

## Uiterlijke kenmerken
De Andoornschildwants heeft een kastanjebruine kleur en is dicht zwart gepuncteerd. Er is een lichte smalle rand aan de zijkant van het halsschild. De kop is wat donkerder gekleurd. Het connexivum (aan de zijkant zichtbare deel achterlijf) is wit. Het schildje (scutellum) heeft op de hoekpunen een licht vlekje, het onderste deel van het scutellum heeft een geelwitte rand. Het onderste deel van de antennes is licht, het bovenste deel is donker. De wants is 6,5 tot 7,5 mm lang.

## Verspreiding en habitat
In Nederland is hij zeldzaam. Hij wordt gevonden in Overijssel en Gelderland.

## Leefwijze
Hij wordt vooral op andoorn (Stachys) gevonden, maar zit ook wel op andere planten uit de lipbloemenfamilie (Labiatae). In Nederland zit hij vooral op de bosbes (Vaccinium) 

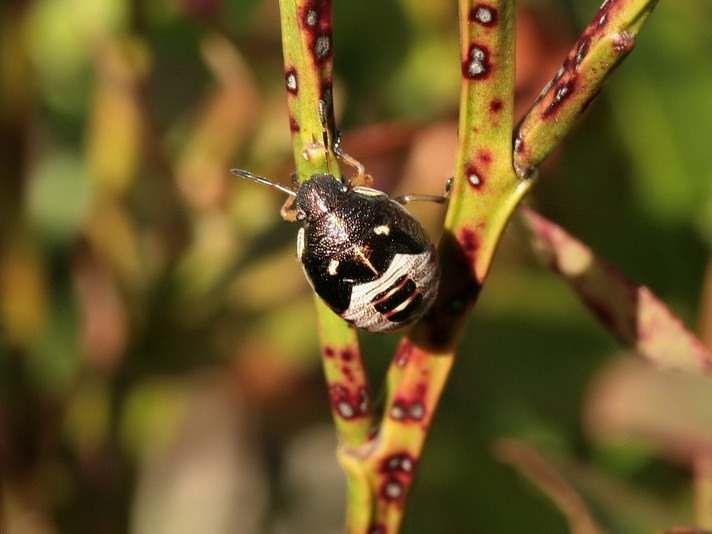
Bosbesschildwants ('Rubiconia intermedia) als nimf

De volwassen wants overwintert. 